# Stéphane Pounewatchy
Stéphane Pounewatchy est un footballeur français né le 10 février 1968 à Paris. Il évoluait au poste de défenseur. 

## Biographie
Stéphane Pounewatchy dispute 74 matchs en division 1 avec les clubs de Martigues et de Gueugnon.

## Carrière
- 1990-1992 : AS Beaune ( France)
- 1992-1995 : FC Martigues ( France)
- 1995-1996 : FC Gueugnon ( France)
- 1996-1998 : Carlisle United ( Angleterre)
- 1998 (août) : Dundee FC ( Écosse)
- 1998 (septembre) : Port Vale FC ( Angleterre)
- 1999 (février à mai) : Colchester United ( Angleterre)
- 2000 (janvier à mai) : Scunthorpe United ( Angleterre)[1]

## Palmarès
- Champion de France de D2 en 1993 avec le FC Martigues